# ABB (azienda)
ABB (acronimo di Asea Brown Boveri) è una multinazionale elettrotecnica svizzero-svedese con sede a Zurigo e operante nella robotica, nell'energia e nell'automazione in oltre 100 paesi. È classificata nel 2018 al 341º posto nella lista di Fortune Global 500. Fino alla vendita della divisione Power Grids nel 2020, ABB era il più grande datore di lavoro industriale della Svizzera. L'azienda è quotata presso le Borse di Zurigo, Stoccolma e New York.

ABB nel mondo

## Storia
ABB è il risultato della fusione nel 1988 delle società ASEA e Brown, Boveri & Cie (BBC), la prima svedese e la seconda svizzera.
Nel 1883 è fondata da Ludvig Fredholm a Västerås, in Svezia, la Allmänna Svenska Elektriska Aktiebolaget (General Swedish Electrical Limited Company, ASEA) per fornire luce elettrica e generatori. Nel 1891 è costituita a Baden, in Svizzera, da Charles Eugene Lancelot Brown e Walter Boveri la Brown, Boveri & Cie (BBC) per la produzione di generatori, turbine e trasformatori.
Nel 1988 la svedese ASEA e la svizzera Brown, Boveri & Cie si fondono dando vita all'ABB, e nel 1989 viene acquistata Elettrocondutture, società milanese operante nella costruzione di interruttori magnetotermici-differenziali (i cosiddetti "salvavita").
Nel 1990 avviene il lancio di Azipod, una famiglia di sistemi di propulsione elettrica fissati per utilizzi navali e nel 1998 quello del FlexPicker TM, un robot operante nell'imballaggio.
Nel 2001 ABB viene ufficialmente quotata presso la borsa di New York e per il terzo anno consecutivo si è classificata al primo posto nell'indice Dow Jones Sustainability (l'indice mondiale per la responsabilità sociale d'impresa). Sempre nel 2001 viene costruita la BESS (Battery Energy Storage System) che fornisce alimentazione di riserva all'Alaska.
Nel 2005 l'azienda suddivide i settori di business costituendo cinque divisioni (che poi passeranno a quattro nel 2016) Power Products, Power Systems, Automation Products, Process Automation e Robotics.
Nel 2008 l'azienda realizza il più lungo collegamento sottomarino HVDC del mondo (580 km) tra la Norvegia e i Paesi Bassi, permettendo all'energia idroelettrica, prodotta dalla Norvegia, di alimentare la generazione termica dei Paesi Bassi, evitando l'immissione in atmosfera di circa 1,7 milioni di tonnellate di CO₂ l'anno.
Due anni dopo, nel 2010, viene collegata la centrale idroelettrica Xiangjiaba, nel sudovest della Cina, a Shanghai su una distanza di circa 2.000 km con un collegamento UHVDC (corrente continua ad altissima tensione) con una capacità di ±800 kV e 7.200 MW di potenza. Nello stesso anno viene costruita la più elevata sottostazione al mondo per alimentare il Burj Khalifa di Dubai.
Nel 2011 viene costruita l'interconnessione a 1000 MW più lunga al mondo, SAPEI, che collega la rete elettrica sarda con la Penisola Italiana attraverso due cavi sottomarini la cui profondità di 1640 metri costituisce un record mondiale.
Nel 2013 parte il progetto Tosa che punta alla progettazione e realizzazione di un sistema di autobus elettrici a ricarica lampo e a zero emissioni. Sempre nel 2013, l'Estonia è diventata il primo Paese al mondo ad adottare una rete di ricarica ultraveloce per veicoli elettrici a livello nazionale usando una tecnologia ABB.
Il 9 gennaio 2018 ABB firma un accordo pluriennale con la FIA Formula E Championship, diventando title partner del campionato, facendone assumere la nuova denominazione ABB FIA Formula E Championship.
Nel dicembre 2018 ABB annuncia la cessione alla giapponese Hitachi l'80,1% della divisione Power Grid, specializzata in prodotti e sistemi di service per l'energia e l'automazione, in sostanza la divisione delle reti elettriche, per 9,1 miliardi di dollari. La transazione è attesa per il 2020, in seguito alla quale ABB manterrà il 19,9% della risultante joint venture con un'opzione di uscita da esercitare non prima di tre anni dal momento della conclusione dell'accordo.

## Azionariato
Il singolo maggiore azionista nell'azienda è Investor ABB, società svedese di investimento controllata dalla famiglia Wallenberg con il 11,5% delle azioni. Il secondo azionista è il fondo con sede nell'isola della Manica, Cevian Capital II GP, con il 5,34%. Il terzo la società americana BlackRock con il 3,36%; il quarto Artisan Partners con il 3,03%.